# Altes Schloss (Gaildorf)

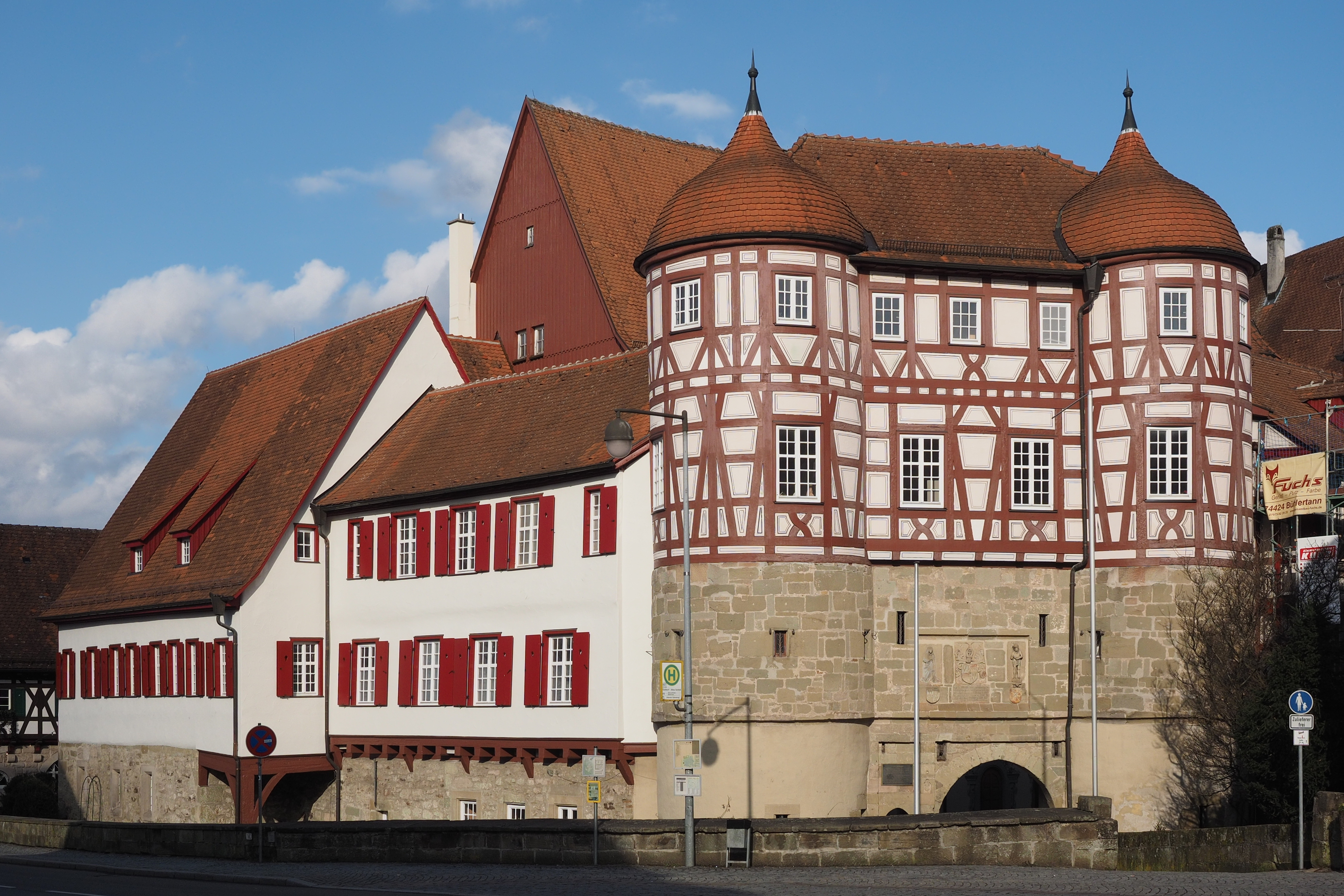
Altes Schloss Gaildorf

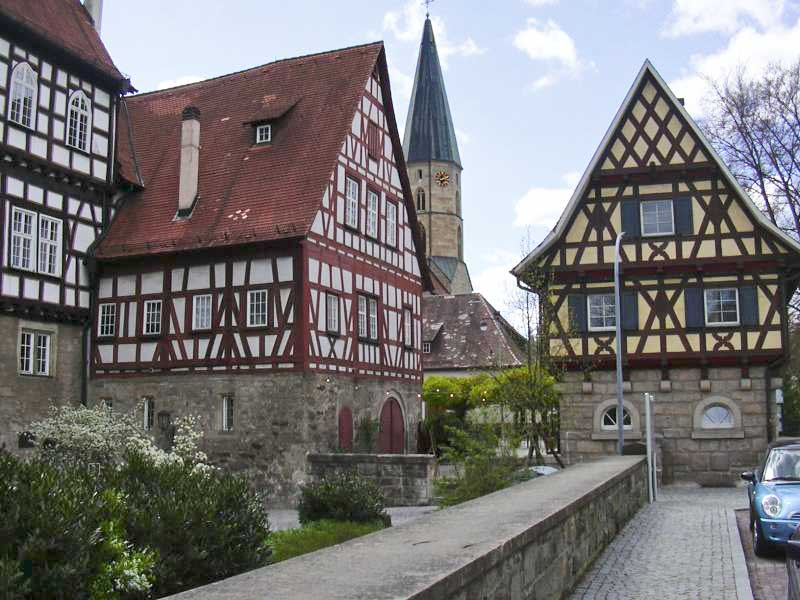
Links das Alte Schloss, rechts das sogenannte Kaffeehaus und im Hintergrund die evangelische Kirche in Gaildorf

Das Alte Schloss in Gaildorf im Landkreis Schwäbisch Hall in Baden-Württemberg ist ein imposanter vierflügeliger Fachwerkbau auf steinernem Erdgeschoss am Ufer des Kochers. Es wurde 1479 bis 1482 erbaut und im 16. und 17. Jahrhundert erheblich erweitert und zu einer malerischen Renaissance-Anlage umgebaut.

## Geschichte
Schenk Albrecht von Limpurg-Gaildorf-Schmiedelfeld, aus der im Jahre 1441 durch eine Teilung des Hauses der Schenken von Limpurg entstandenen Linie, ließ ab 1479 in dreijähriger Bauzeit in Gaildorf ein Schloss anstelle einer vorherigen und 1399 erstmals als „Veste“ dokumentierten, aber wohl schon aus staufischer Zeit stammenden Wasserburg errichten. Die Grundmauern der alten Wasserburg sind noch heute in den großen Kellergewölben zu sehen. Die Burg war anfangs Sitz der Ritter von Geilndorff, denen die 1255 erstmals erwähnte Stadt Gaildorf ihren Namen verdankt. Die Geilndorfer waren Ministeriale (Dienstmannen) der Schenken von Limpurg, deren Stammburg Limpurg in der Nähe der benachbarten Reichsstadt Schwäbisch Hall stand. Nachdem die Geilndorfer ausgestorben waren, nutzten die Schenken die alte Burg als Jagdhaus.
Der vier-flügelige Bau des Schlosses wurde 1482 fertiggestellt. Eine heute über dem Haupteingang angebrachte steinerne Tafel erinnert daran:
„Wir albrecht, herre zu limpurg des römischen reichs erbschenck und semper frey habend angefangen und volbracht disen baw uf sant michels tag nach cristus geburt viertztehundert und in dem LXXXII jar.“
Albrecht und seine Gattin Elisabeth von Oettingen residierten fortan im Gaildorfer Schloss. Ihnen folgten sieben weitere Generationen der Schenken von Limpurg-Gaildorf, bis die Linie mit Wilhelm Heinrich (1652–1690) im Mannesstamm erlosch. Die Gaildorfer Herrschaft und mit ihr das Schloss gelangte an die Verwandten aus der Obersontheimer Linie, die aber schon 1713 mit Schenk Vollrath von Limpurg-Speckfeld (1655–1713) ebenfalls im erbberechtigten Mannesstamm ausstarb. Die letzten drei Schenken hatten zusammen zehn Erbtöchter hinterlassen, deren Nachkommen die ohnehin kleine Herrschaft weiter zersplitterten. Deren Regenten, die sich auch den Besitz am Alten Schloss teilten, lebten bis in die Anfangsjahre des 19. Jahrhunderts nicht mehr in Gaildorf.
Eine der Töchter des Schenken Wilhelm Heinrich und seiner Gemahlin Elisabeth Dorothea, Juliane Dorothea von Limpurg-Gaildorf (sie erbte später einen großen Teil der Herrschaft und des Schlosses), heiratete im Jahre 1700 im großen Saal des Schlosses den Grafen Johann Wilhelm von Wurmbrand aus der Steiermark; der Saal ist heute nach ihm benannt.
Ab 1817 residierte im Schloss Gaildorf der neue Herr der aus der Erbmasse der Schenken hervorgegangenen Solms-Assenheim’schen Anteile an der Herrschaft Limpurg-Gaildorf, Georg Friedrich Karl von Waldeck-Bergheim (1785–1826). Er nannte seine Herrschaft nunmehr Waldeck-Limpurg und sich selbst Graf von Waldeck-Pyrmont und Limpurg-Gaildorf. Nach seinem Tod folgte ihm seine inzwischen zur Gräfin von Waldeck-Limpurg erhobene Witwe Amalie Charlotte Auguste (1785–1852). Ihr folgten als Eigentümer der Herrschaft Waldeck-Limpurg und des Schlosses in Gaildorf der Neffe ihres Mannes, Richard Kasimir Alexander von Waldeck-Bergheim (1835–1905), und schließlich ab 1868 dessen Schwester Mechthild Karoline Emma (1826–1899). Durch deren Heirat im Jahre 1846 mit Graf Karl Anton Ferdinand von Bentinck kam das Schloss in den Besitz des Hauses Bentinck.

## Baubeschreibung
Die Anlage mit ihren Ecktürmen wurde im 16. und 17. Jahrhundert zu einer respektablen Renaissanceanlage erweitert, mit beachtenswerten Stuckdecken im Inneren. Die eichenhölzerne Kassettendecke aus der Renaissance im großen Saal wurde unter eine ältere, noch zum Teil erhaltene Stuckdecke gebaut; sie ist freitragend und stellt eine außerordentliche statische Leistung dar. Vier unterschiedlich hohe Flügel umschließen einen unregelmäßigen Innenhof. Galerien und üppige Bemalung um Fenster und Türen schmücken den Hof.

## Heutige Nutzung
Das Schloss überstand den Zweiten Weltkrieg ohne größere Schäden. In den Nachkriegsjahren beherbergte es zunächst Flüchtlinge und ausgebombte Familien aus Gaildorf und Umgebung. Mitte der 1950er Jahre war im Wurmbrandsaal eine Textilfirma untergebracht. Zu Anfang der 1970er Jahre begannen die Renovierungen; sie dauern bis heute an. Unsachgemäße Maßnahmen am Fachwerk in den 1930er Jahren hatten zu erheblichen Folgeschäden geführt. Im Winter 2002 löste sich ein ganzes Gefach am westlichen Torturm und fiel in den Schlossgraben. Untersuchungen zeigten, dass die Hälfte aller Fachwerkausmauerungen lose war, die Füllungen sich abgesenkt hatten und nach außen kippten. Durch kosmetische Maßnahmen war das Sichtfachwerk derart geschwächt, dass es seine tragende Funktion fast völlig verloren hatte.
Heute residieren im wieder gut instand gesetzten Bau im jährlichen Wechsel Künstler (Stadtmaler). Das Schloss beherbergt außerdem die Theresientaler Heimatstuben, das vom Historischen Verein betriebene Stadtmuseum mit einer zusätzlichen Dauerausstellung zur Strafjustiz in der Grafschaft Limpurg und verschiedene Vereinsräume. Im Wurmbrandsaal werden Kammermusikabende veranstaltet.
Das Alte Schloss wurde von der Denkmalstiftung Baden-Württemberg als Denkmal des Monats Januar 2006 benannt.

## Galerie

Altes Schloss (Gaildorf)
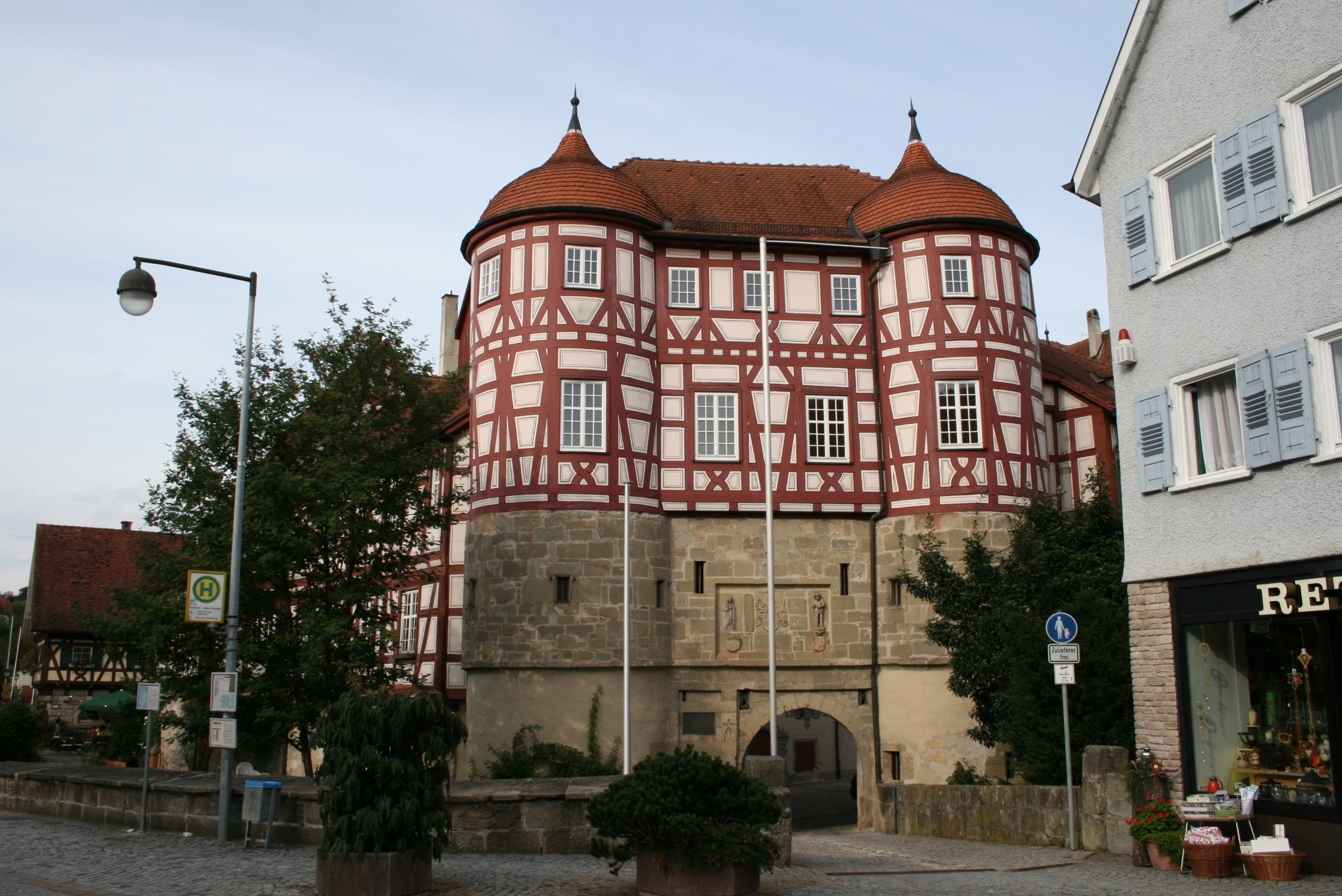
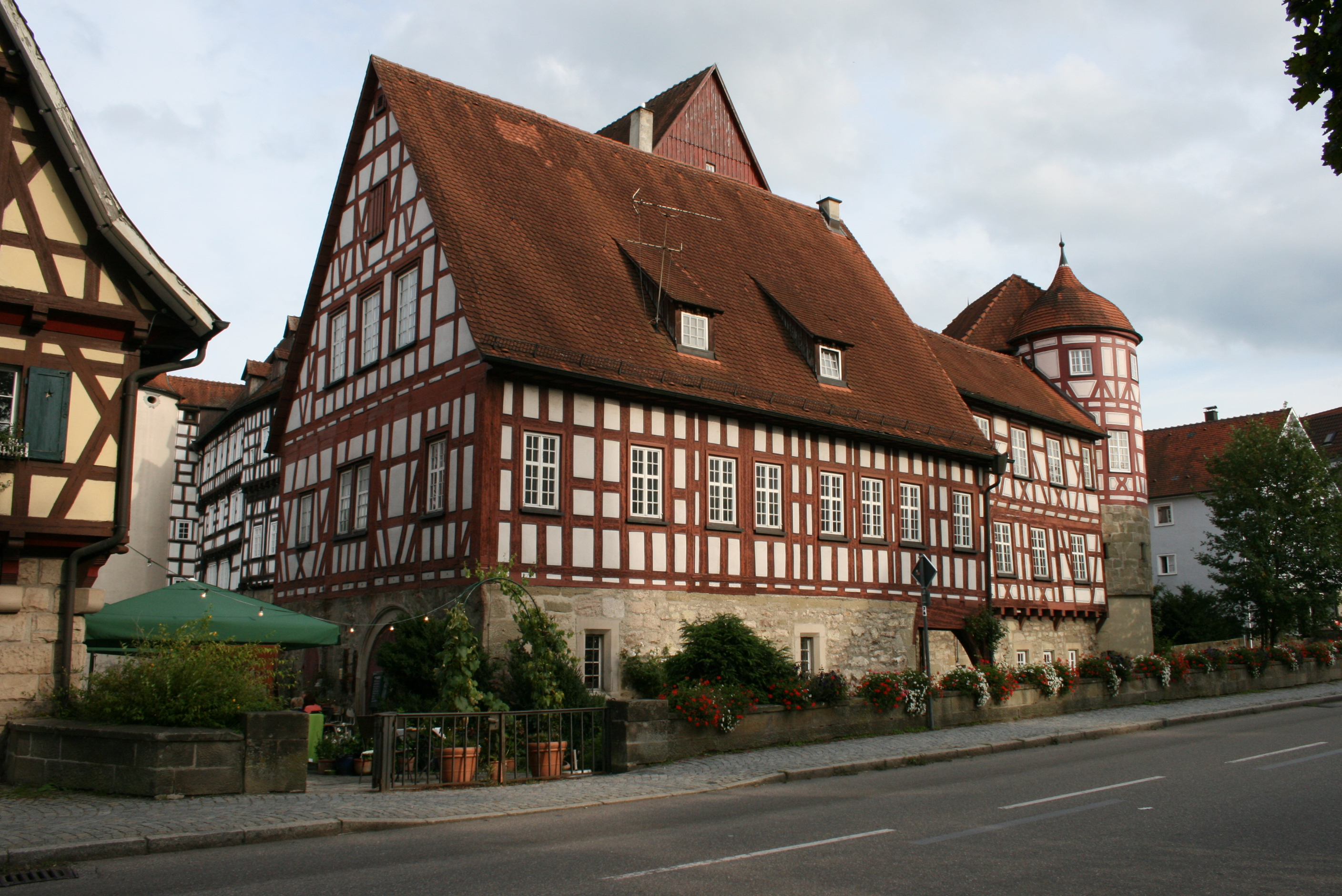
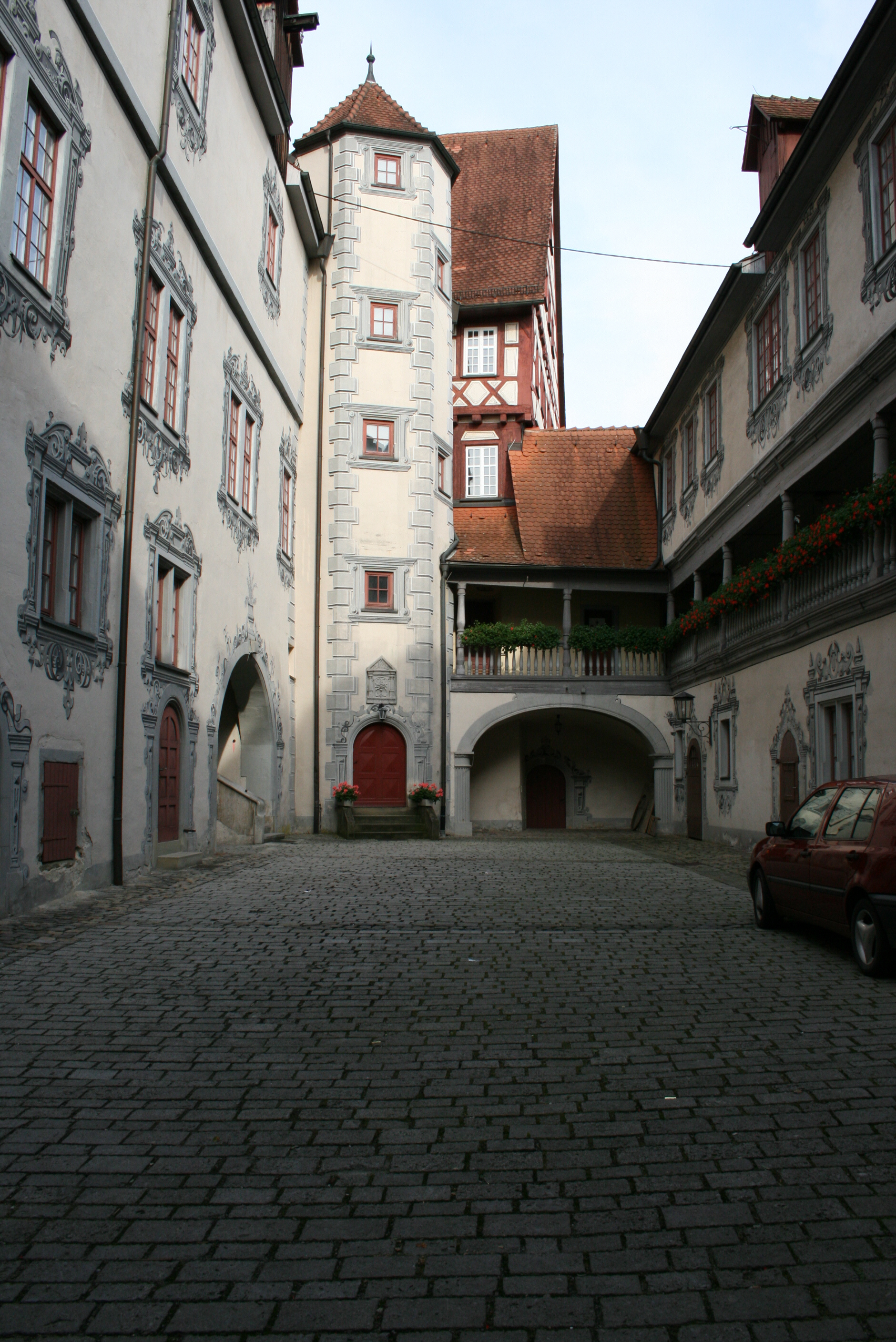
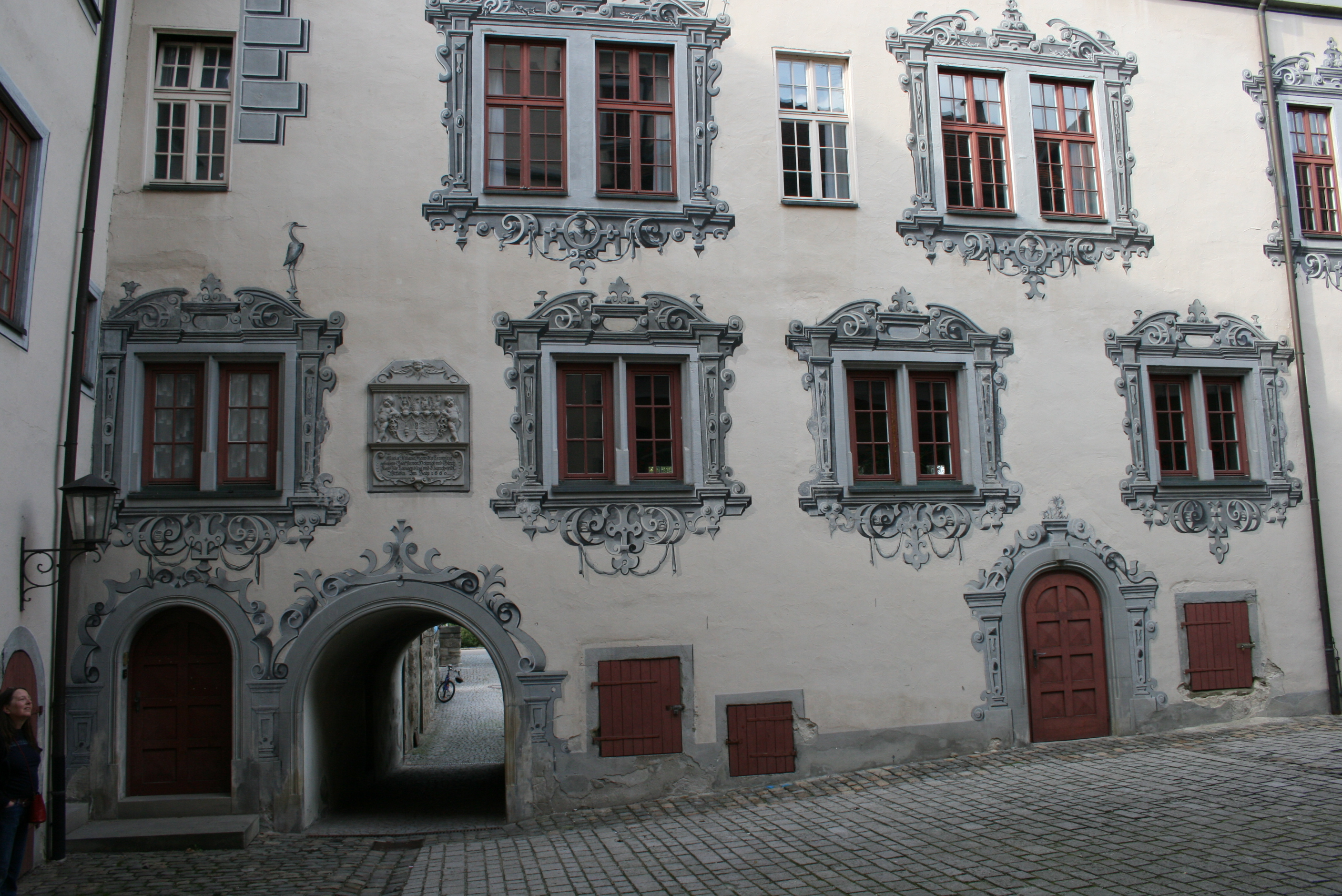
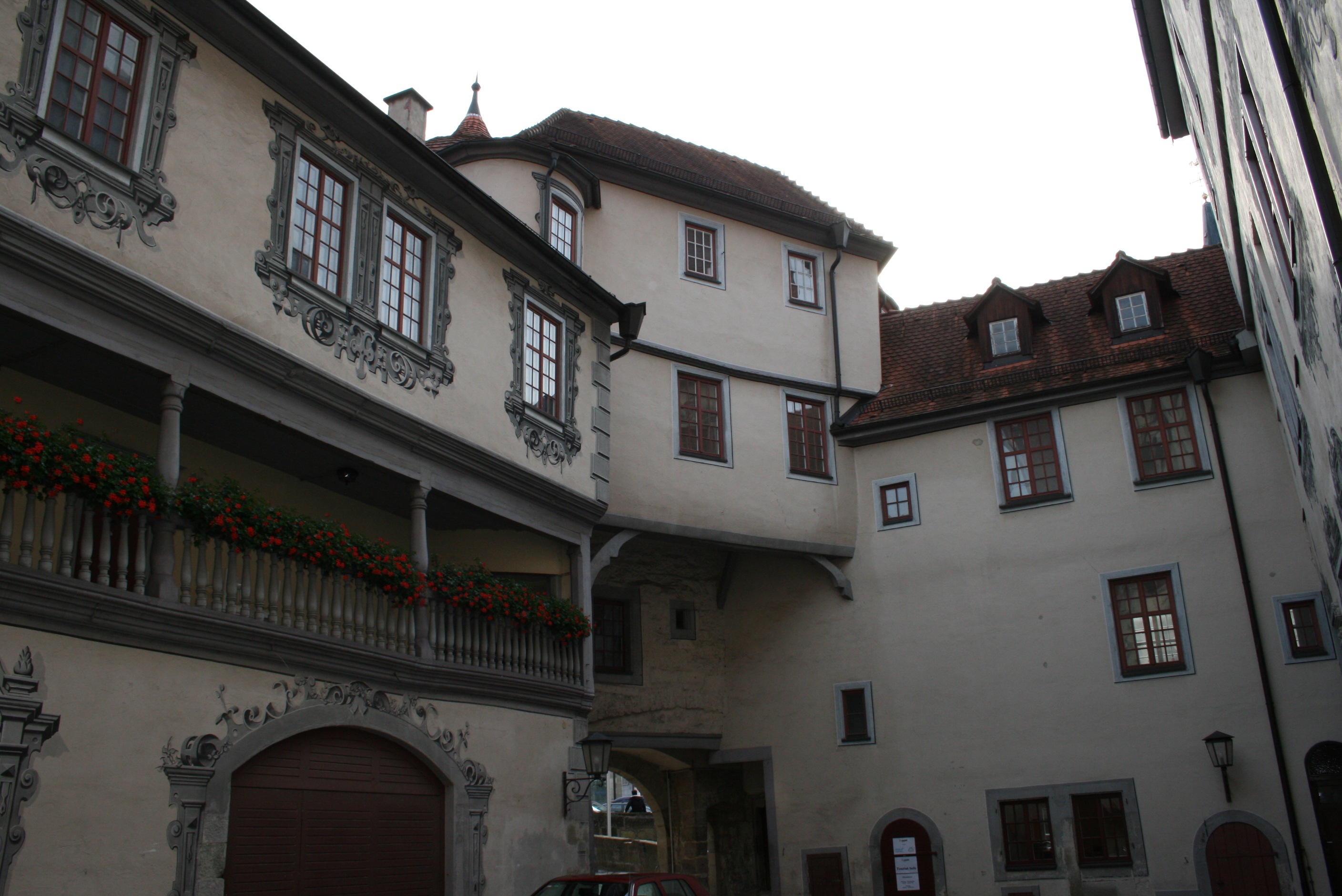
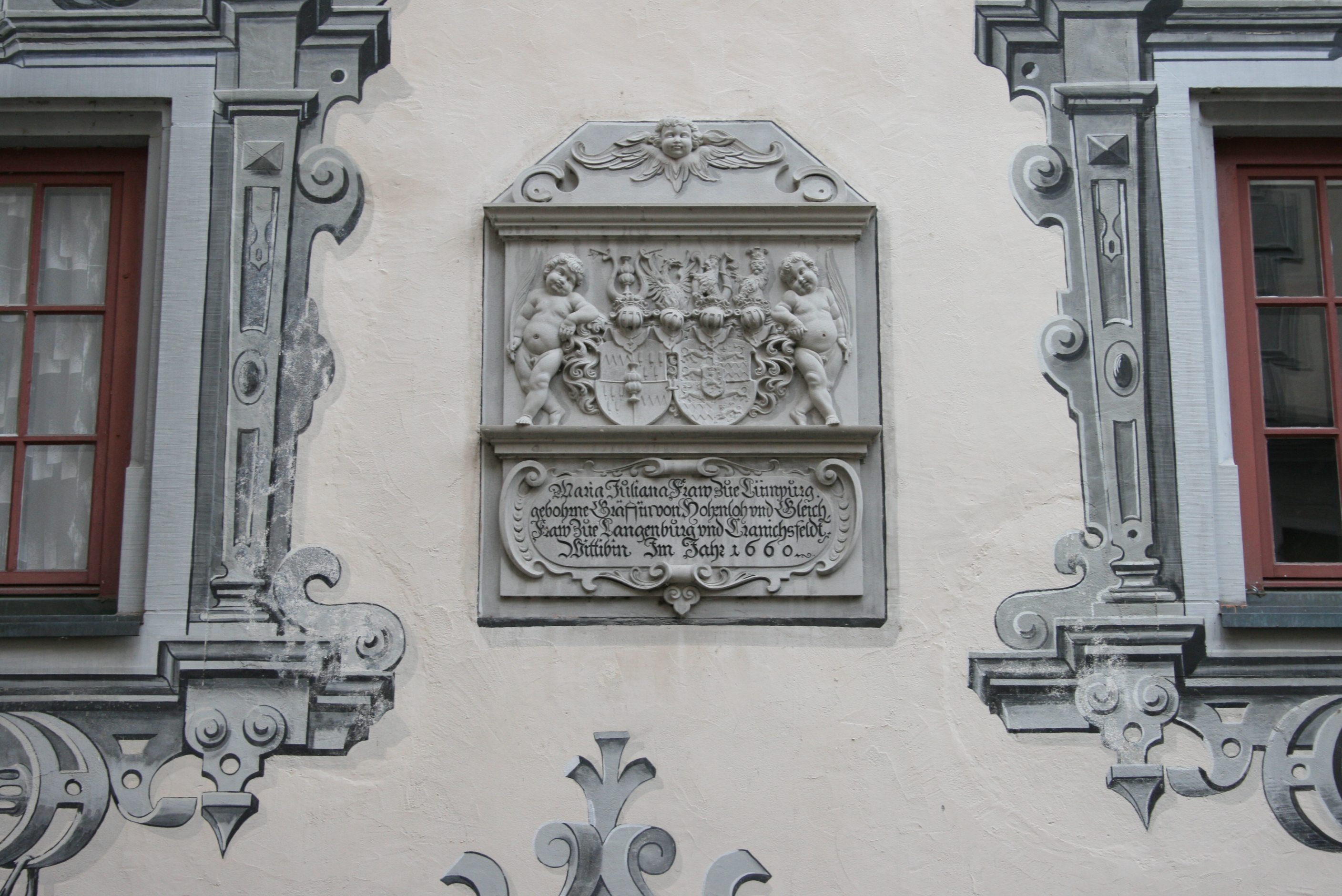
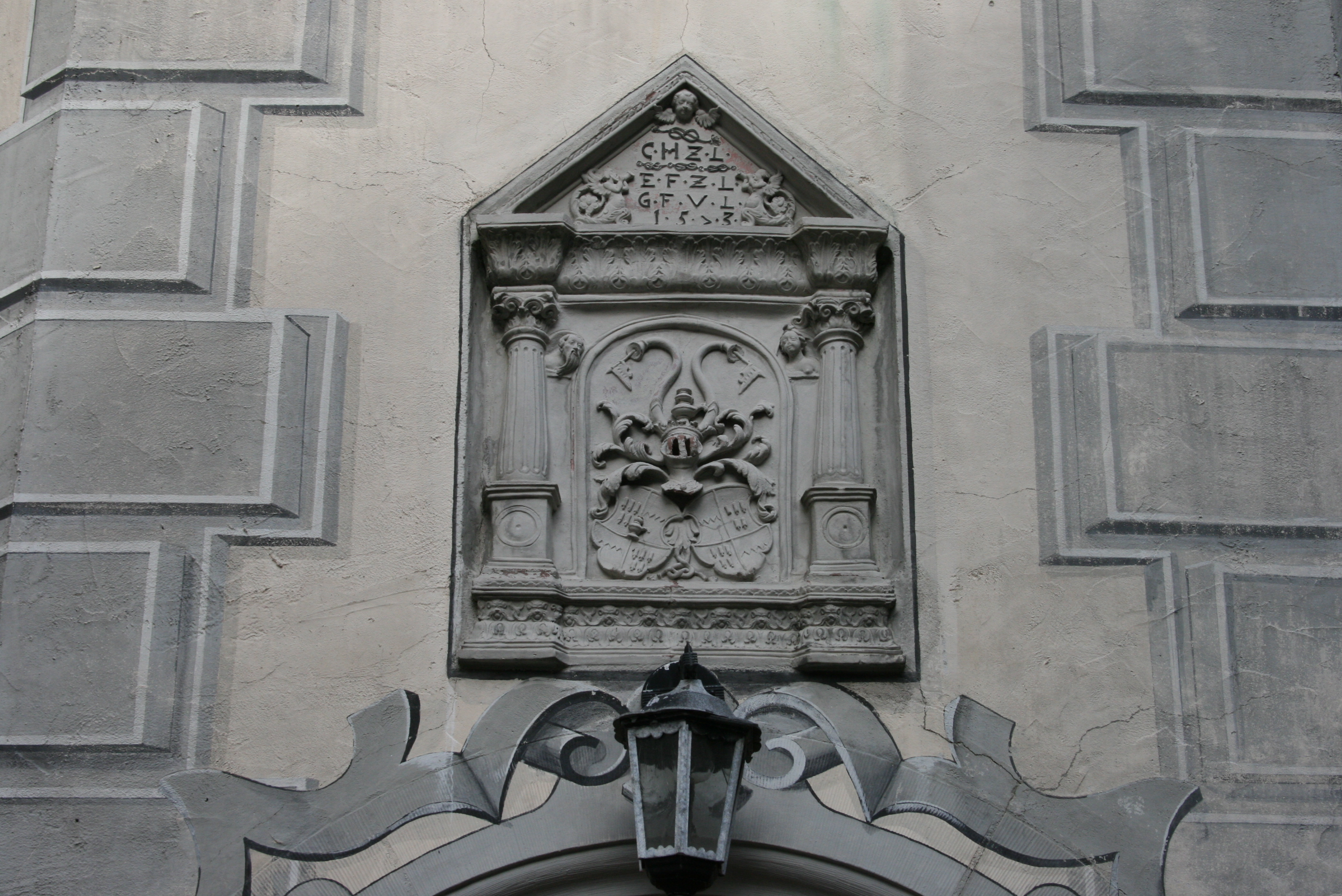
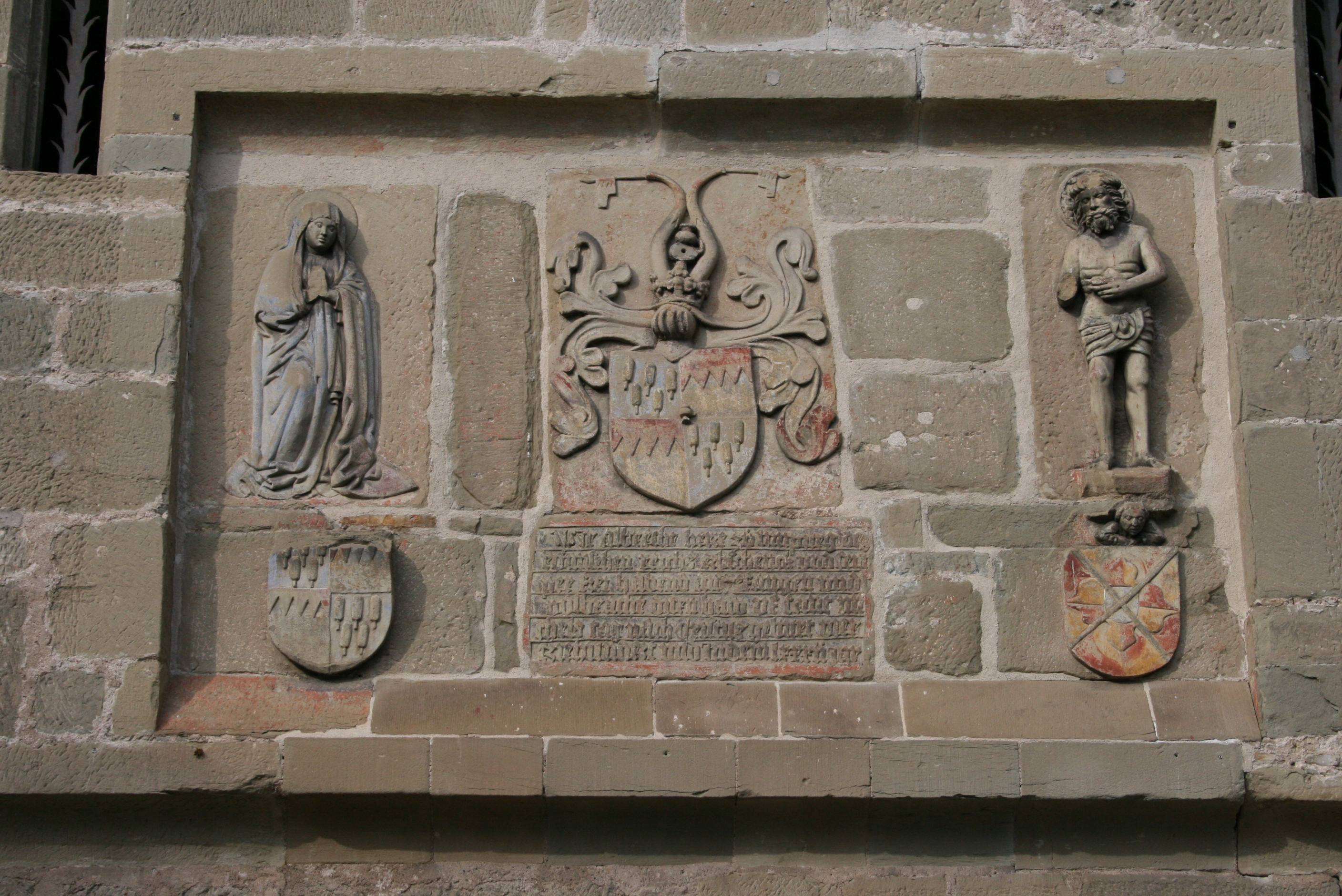